# Matthew Abood
Matthew Abood, född 28 juni 1986 i Sydney, är en australisk simmare.
Abood tävlade i två grenar för Australien vid olympiska sommarspelen 2016 i Rio de Janeiro. Han var en del av Australiens lag som tog brons på 4 x 100 meter frisim samt blev utslagen i försöksheatet på 50 meter frisim.